# Брейдвуд, Роберт
Роберт Джон Брейдвуд, англ. Robert John Braidwood (29 июля 1907, Детройт, Мичиган — 15 января 2003, Чикаго, Иллинойс) — американский археолог и антрополог, один из основателей научной археологии, ведущий исследователь доисторической эпохи Ближнего Востока.

## Биография
Получил образование в Мичиганском университете, где получил степень магистра архитектуры в 1933 году. Через год вступил в Восточную экспедицию Чикагского университета, которая вела раскопки в долине Амук под руководством Дж. Г. Брестеда, и работал в данной экспедиции до 1938 года. В период своей работы в экспедиции женился на своей бывшей знакомой по Мичиганскому университету Линде Шрайбер, которая позднее стала его партнёром в раскопках и соавтором в исследованиях.
Во время Второй мировой войны служил в ВВС США, где отвечал за составление метеорологических карт. В 1943 году получил докторскую степень в Чикагском университете, который тут же взял его на работу на должность профессора Института Восточных исследований и антропологического факультета. Брейдвуд занимал эту должность до своего ухода на пенсию.
Считается одним из прототипов культового персонажа Индианы Джонса.

## Исследования
Экспедиция на равнину Амук (в провинции Хатай, Турция) была одним из первых комплексных археологических исследований, где проводилось подробное картографирование местности, ведение отчётов, а артефакты датировались достаточно придирчиво.
В 1947 году Брейдвуд узнал о радиоуглеродной датировке от своего чикагского коллеги У. Либби, и начал использовать данный метод, чтобы уточнить датировку найденных артефактов. Также в 1947 году инициировал в Институте восточных исследований проект по исследованию памятника Джармо в Ираке. Это был один из ранних примеров раскопок, цель которых состояла в нахождении свидетельств методов раннего производства пищевых продуктов и в решении вопросов о древней экологии региона. В проекте совместно участвовали совместно археологи, биологи и геологи. Исследования привлекли внимание, и в 1954 году на них был выделен грант Национального научного фонда.
Когда политическая ситуация в Ираке ухудшилась, Брейдвуд был вынужден покинуть раскопки. После этого он вёл аналогичные проекты в Иране и Турции.
Вместе с исследователями из Стамбульского университета Брейдвуд исследовал в южной Турции памятник Чайоню. Ему удалось найти многочисленные и убедительные свидетельства того, что в период между 10-6 тыс. лет до н. э. на юге Анатолии произошёл переход от охоты и собирательства к аграрному сообществу.